# 飛燕賞
飛燕賞（ひえんしょう）は、佐賀県競馬組合が佐賀競馬場で施行する地方競馬の重賞競走である。正式名称は「NBC杯 飛燕賞」でNBCラジオ佐賀が優勝杯を提供している。

## 概要
佐賀競馬場で行われるサラブレッド系3歳の牡馬及び騸馬が出走可能な最初の重賞競走として、第1回のみ牡牝混合戦として施行されたル・プランタン賞のポジションを引き継ぐべく1年のブランクを挟んだ2005年に新設された。競走名は春に南国より飛来するツバメに由来しており、一般からの公募により決定された。
2019年に施行距離が1800mから1400mに短縮され、1着賞金も210万円に増額された。

### 条件・賞金等（2025年）
出走条件
サラブレッド系3歳、佐賀所属。
負担重量
定量（56kg、牝馬2kg減）。
賞金額
1着500万円、2着175万円、3着100万円、4着75万円、5着50万円、着外10万円。
副賞
NBCラジオ佐賀局長賞、長崎県馬事畜産振興協議会会長賞、全国公営競馬主催者協議会会長賞、佐賀県馬主会会長賞、佐賀県競馬組合管理者賞。

## 歴代優勝馬
| 回数   | 施行日        | 優勝馬             | 性齢 | 所属 | タイム | 優勝騎手 | 管理調教師 | 馬主      |
| ------ | ------------- | ------------------ | ---- | ---- | ------ | -------- | ---------- | --------- |
| 第1回  | 2005年3月13日 | ダンシングスキー   | 牡3  | 佐賀 | 2:01.1 | 真島正徳 | 真島元徳   | 廣松一義  |
| 第2回  | 2006年2月26日 | ナセ               | 牡3  | 佐賀 | 2:00.6 | 山口勲   | 東美義     | 片山建治  |
| 第3回  | 2007年2月25日 | フーマ             | 牡3  | 佐賀 | 1:59.3 | 鮫島克也 | 山田義人   | 石瀬浩三  |
| 第4回  | 2008年2月24日 | パラダイスセント   | 牝3  | 佐賀 | 2:00.4 | 山口勲   | 東眞市     | 陣内純子  |
| 第5回  | 2009年2月22日 | ティピカル         | 牡3  | 佐賀 | 1:59.8 | 真島正徳 | 土井道隆   | 廣松重信  |
| 第6回  | 2010年2月21日 | ゴールドセント     | 牝3  | 佐賀 | 1:59.9 | 吉田順治 | 土井道隆   | 陣内純子  |
| 第7回  | 2011年2月20日 | ヒシダイアナ       | 牝3  | 佐賀 | 1:58.1 | 山口勲   | 大垣敏夫   | 加藤二六  |
| 第8回  | 2012年2月19日 | エスワンプリンス   | 牡3  | 佐賀 | 1:56.0 | 鮫島克也 | 手島勝利   | 満岡洋子  |
| 第9回  | 2013年2月17日 | ロマンチック       | 牝3  | 佐賀 | 1:59.8 | 山口勲   | 東眞市     | 原久美子  |
| 第10回 | 2014年2月23日 | ケンシスピリット   | 牡3  | 佐賀 | 2:00.0 | 真島正徳 | 三小田幸人 | 林田憲次  |
| 第11回 | 2015年2月22日 | ダイリンザン       | 牡3  | 佐賀 | 1:59.5 | 真島正徳 | 真島元徳   | 廣松一義  |
| 第12回 | 2016年2月21日 | サプール           | 牡3  | 佐賀 | 1:59.9 | 山口勲   | 東眞市     | 原大栄    |
| 第13回 | 2017年2月19日 | コパノレイミー     | 牝3  | 佐賀 | 2:00.3 | 山口勲   | 東眞市     | 小林祐介  |
| 第14回 | 2018年2月18日 | ベルセルク         | 牡3  | 佐賀 | 1:59.1 | 真島正徳 | 真島元徳   | 原久美子  |
| 第15回 | 2019年2月17日 | ニュールック       | 牝3  | 佐賀 | 1:30.4 | 山口勲   | 東眞市     | 原久美子  |
| 第16回 | 2020年3月8日  | ミスカゴシマ       | 牝3  | 佐賀 | 1:28.3 | 石川慎将 | 平山宏秀   | 上村裕希  |
| 第17回 | 2021年3月7日  | テイエムサツマオー | 牡3  | 佐賀 | 1:28.7 | 田中純   | 平山宏秀   | 竹園正繼  |
| 第18回 | 2022年3月6日  | ムーンオブザクイン | 牝3  | 佐賀 | 1:32.4 | 川島拓   | 土井道隆   | 木稲安則  |
| 第19回 | 2023年3月5日  | ディーディーデイ   | 牝3  | 佐賀 | 1:31.1 | 飛田愛斗 | 三小田幸人 | 原大栄    |
| 第20回 | 2024年2月4日  | トゥールリー       | 牡3  | 佐賀 | 1:30.7 | 山口勲   | 北村欣也   | (株) 本城 |
| 第21回 | 2025年2月9日  | ムーンオブザエース | 牡3  | 佐賀 | 1:31.3 | 川島拓   | 土井道隆   | 木稲安則  |

### 各回競走結果の出典
- 飛燕賞 歴代優勝馬 - 地方競馬全国協会
- JBISサーチ
  - 2005年、2006年、2007年、2008年、2009年、2010年、2011年、2012年、2013年、2014年、2015年、2016年、2017年、2018年、2019年、2020年、2021年、2022年、2023年、2024年、2025年